# Полупанов, Стефан Николаевич
Стефан (Степан) Николаевич Полупа́нов (9 [22] декабря 1904, Купянск-Узловой, Харьковская губерния — 11 июля 1957, Ташкент) — советский архитектор. Заслуженный деятель искусств Узбекской ССР (1948), член корреспондент Академии архитектуры СССР (1950).

## Биография
Стефан Полупанов родился 9 (22) декабря 1904 года в посёлке при станции Купянск-Узловой Харьковской области в многодетной семье железнодорожного кондуктора. В 1913 году его отец умер и Стефан в свободное от учёбы время стал подрабатывать подмастерьем у художника в приходской школе, где проявились его способности к рисованию. С 1915 года работал помощником чертёжника. В 1917 году поступил в Харьковское художественное училище. После окончания училища рисовал революционные плакаты в мастерских, затем работал чертёжником в Управлении железной дороги. В 1920 году поступил на архитектурный факультет Харьковского художественно-строительного института. Параллельно с учёбой работал в различных проектных организациях. Разрабатывал проекты посёлков, школ и жилых домов, некоторые из которых были реализованы.
В 1928 году переехал в Ташкент. Занимался проектированием зданий, работал над генпланом реконструкции городов Узбекистана. С 1929 года работал в Самарканде в Узгоспроекте. В 1930-х годах вернулся в Ташкент. В 1935—1936 годах преподавал на строительном факультете Среднеазиатского индустриального института.
По проекту С. Н. Полупанова построены гостиница в Андижане (1928), здание Самаркандского сельскохозяйственного института (1929—1930), Дом правительства Узбекской ССР в Ташкенте (1931—1932), ташкентский Дом культуры и труда (музей им. А. Навои; 1934—1940), Дома коммуны в Самаркенде (1930) и Ташкенте (1931). Архитектор ряда павильонов на ВДНХ в Москве: «Культура» (ранее «Узбекская ССР»; 1939, 1951—1954), «Узбекская чайхана» (1939, 1954), «Народное образование» (ранее «Северный Кавказ»; 1951—1954), «Садко» (ранее «Узбеквино»; 1954). В 1949 году в соавторстве с Ю. С. Яраловым опубликовал книгу «Ташкент» из серии «Архитектура советских городов».
Умер в Ташкенте 11 июля 1957 года. Похоронен на Боткинском кладбище.

## Награды и звания
- Заслуженный деятель искусств Узбекской ССР (1948)[3]
- Орден «Знак Почёта» (1939)[5]
- Орден Трудового Красного Знамени[3]
- Медаль «За победу над Германией в Великой Отечественной войне 1941—1945 гг.»[6]